# Julión Álvarez
Julio César Álvarez Montelongo(La Concordia, Chiapas, 11 de abril de 1983),conocido como Julión Álvarez, es un cantante mexicano del género regional mexicano.

## Biografía
Julión Álvarez nació y creció en la localidad de Benito Juárez del municipio de La Concordia, Chiapas. Su padre es originario de San Lucas Nieves, Zacatecas, y su madre es originaria de Torreón, Coahuila. 
A los 17 años, mientras cursaba el cuarto semestre de Ingeniería Mecánica en el Instituto Tecnológico de Tuxtla Gutiérrez (ITTG), Álvarez decide irse al puerto de Mazatlán, Sinaloa, por recomendación de Aldo Sarabia, perteneciente a la Banda El Recodo.  Con ello abandonando sus estudios.
Ya localizado en Mazatlán, comenzó a trabajar con la Banda Mr. Lobo, perteneciendo a esta agrupación por un espacio de ocho meses, después de los cuales se dedicó a cantar en restaurantes locales y cantinas para sostenerse. Al poco tiempo, conoce un grupo de jóvenes que deseaban formar una banda. De esta forma nació la Banda MS, con quienes tuvo la oportunidad de grabar sus tres primeras producciones que dieron a la banda sus primeros éxitos «Ayer la vi por la calle», «Mi mayor anhelo» y «Los claveles de enero». 
Permaneció en la agrupación hasta 2007;  año en el que comienza junto al acordeonero César Estrada quien conoció en la wipa (ofrecer música en establecimientos o en la playa)  más tarde se unirían los demás músicos para consolidar el  proyecto, llamado Julión Álvarez y su Norteño Banda.
En 2014, participó como coach en La Voz México, obteniendo con su pupilo Guido Rochin, el primer lugar en la competencia.

## Controversias

### Acusaciones de comentarios misóginos
En una entrevista declaró sobre el gusto de las mujeres:
“Me he enamorado muchas veces, pero lo que me gusta es que sean muy damitas. Estoy educado a la antigüita, me agrada que les guste agarrar un trapeador, porque puede estar hermosa y ser buena para lo que sea, pero si no tiene ese detalle, pues para mí no sirve”
Después de esta declaración, fue acusado de misoginia por distintos usuarios en redes sociales, por lo que se disculpó y aclaró que no es machista.

### Supuestos vínculos con el narcotráfico
El 9 de agosto de 2017, el Departamento del Tesoro de los Estados Unidos señaló a 22 mexicanos, entre ellos el propio Julión Álvarez y Rafael Márquez, por supuestos vínculos con el narcotráfico por los cuales fueron sancionados. El cantante ha desmentido las acusaciones.
Después de suscitarse en el Estado de Jalisco unos hechos violentos, en redes sociales se divulgó que habían intentado secuestrar al cantante, a lo que él desmintió tales dichos y pidió a la gente que no divulgara noticias falsas.

## Censura
Debido a los problemas legales que tuvo en Estados Unidos por sus supuestos vínculos con el narcotráfico, se le prohibió la entrada a dicho país y todo su material discográfico fue censurado de plataformas digitales, como Spotify, Deezer y YouTube. Censura que no solo lo afectó a él, sino que canciones que había hecho en colaboración con varios artistas, como Julio Iglesias, Juan Gabriel,  Emmanuel, Edith Márquez, entre otros, también fueron bloqueadas o eliminadas; esto a pesar de que se ha demostrado su inocencia y que Rafa Márquez, quien tuvo los mismos problemas legales, fue librado completamente de culpas. 
El 27 de mayo de 2022 su censura fue retirada y ahora puede publicar sus canciones en todas las plataformas.

## El regreso del "Rey de la Taquilla"
Después de que el 27 de mayo de 2022, el Departamento del Tesoro de los Estados Unidos retirara su censura, por nexos con el narcotráfico, Álvarez por fin después de casi cinco años de no poder subir música a plataformas de música como Spotify, Apple Music, Deezer, entre otras, el 20 de junio de 2022, regreso triunfal a la aplicación de música Spotify, y apenas dos semanas después se convirtió en el solista número tres en tendencias de México y con más de 4 millones de oyentes mensuales, alcanzando así a artistas como Grupo Firme y Christian Nodal.
Así mismo el 30 de junio del mismo año la aplicación de Instagram le dio la insignia de verificación, para que así sus fanes pudieran saber que @lospasosdejulion es su cuenta oficial.
El 11 de noviembre de 2022, Álvarez lanzó su álbum De hoy en adelante, Que te vaya bien. El 16 de noviembre de 2023, el álbum ganó el Grammy latino al mejor álbum de música banda. Ese mismo día, lanzó su álbum Presente.

## Discografía
| - 2007: Corazón mágico - 2009: Corridos privados - 2009: Corridos - 2009: Con banda - 2010: Ni lo intentes - 2013: Tu amigo nada más - 2014: Soy lo que quiero... Indispensable - 2015: El aferrado - 2016: Mis ídolos, hoy mis amigos - 2017: Ni diablo ni santo - 2019: Este soy yo - 2021: Incomparable - 2022: De hoy en adelante, que te vaya bien - 2023: Presente | - 2010: El rey del carnaval - 2011: Márchate y olvídame - 2008: En vivo desde Mazatlán Sinaloa - 2008: Cumbia del río - 2010: Vive grupero, el concierto - 2012: En vivo desde Guadalajara |

### Colaboraciones
- 2010 La Persica - a dueto con Lorenzo de Monteclaro
- 2014: Adiós - a dueto con Ricky Martin
- 2014: Lágrimas - a dueto con Dulce María
- 2014: No te vayas - a dueto con Ricardo Montaner
- 2014: Sólo le pido a Dios - a dueto con  La Marisoul como banda sonora de  César Chavez
- 2015: La frontera - a dueto con Juan Gabriel y J Balvin
- 2016: Cuéntame - a dueto con Mane de la Parra
- 2016: Eres - a dueto con  Anahí
- 2016: ¿Por qué me habrás besado? - a dueto con Edith Márquez
- 2016: Dueño de nada - a dueto con  Matute
- 2016: Yo soy tu amigo fiel - para el álbum "We Love Disney Latino"
- 2017: Me va a extrañar - a dueto con Ricardo Montaner
- 2017: México lindo - a dueto con Julio Iglesias
- 2017: Esta triste guitarra - a dueto con  Emmanuel (no publicada)
- 2021: Que la dejen ir al baile sola - a dueto con Los Invasores de Nuevo León
- 2022: La libreta - a dueto con Grupo Códice
- 2022: Pa' que se me quite lo carbón - a dueto con Luis R. Conriquez
- 2022: Una Raya más al tigre - A dueto con Banda Elemental

## Premios y nominaciones

### Premios Grammy
| Año  | Categoría                     | Trabajo            | Resultado. |        |
| ---- | ----------------------------- | ------------------ | ---------- | ------ |
| 2018 | Mejor Álbum Regional Mexicano | Ni diablo ni santo | Nominado   | [ 14 ] |

### Premios Latin American Music
| Año  | Nominado                          | Galardón                                     | Resultado | Ref. |  |
| 2015 | Julión Álvarez y su Norteño Banda | Artista del Año                              | Nominado  |      |  |
| 2015 | Julión Álvarez y su Norteño Banda | Banda Dúo o Grupo Regional Mexicano Favorito | Ganador   |      |  |
| 2015 | Y Fue Así                         | Canción Regional Mexicana Favorita           | Ganador   |      |  |
| 2016 | Mis Ídolos, Hoy Mis Amigos!!!'    | Álbum Regional Mexicano Favorito             | Nominado  |      |  |
| 2016 | Julión Álvarez y su Norteño Banda | Banda Dúo o Grupo Regional Mexicano Favorito | Nominado  |      |  |